# Caribbean Premier League 2017
Die Caribbean Premier League 2017 war die fünfte Saison dieser Twenty20-Cricket-Meisterschaft und fand vom 4. August bis zum 9. September 2017 statt. Neben den Cricketstadien in der Karibik wurden auch Matches in Lauderhill in den Vereinigten Staaten ausgetragen. Im Finale konnten sich die Trinbago Knight Riders gegen die St Kitts and Nevis Patriots mit 3 Wickets durchsetzen.

## Franchises und Stadien
In dieser Saison nahmen sechs Franchises an dem Turnier teil. Neben deren Heimstadien fanden vier Vorrundenspiele in Lauderhill, Florida in den USA statt. Die Playoffs wurden im Brian Lara Stadium im trinidadischen San Fernando ausgetragen.
| Franchise                   | Heimstadion                   | Stadt         | Land                | Kapazität |
| --------------------------- | ----------------------------- | ------------- | ------------------- | --------- |
| Barbados Tridents           | Kensington Oval               | Bridgetown    | Barbados            | 28.000    |
| Guyana Amazon Warriors      | Providence Stadium            | Georgetown    | Guyana              | 15.000    |
| Jamaica Tallawahs           | Sabina Park                   | Kingston      | Jamaika             | 20.000    |
| St Kitts and Nevis Patriots | Warner Park                   | Basseterre    | St. Kitts und Nevis | 10.000    |
| St Lucia Stars              | Darren Sammy Stadium          | Gros Islet    | Saint Lucia         | 15.000    |
| Trinbago Knight Riders      | Queen’s Park Oval             | Port of Spain | Trinidad und Tobago | 20.000    |
|                             | Central Broward Regional Park | Lauderhill    | USA                 | 20.000    |
|                             | Brian Lara Stadium            | Tarouba       | Trinidad und Tobago | 15.000    |

## Format
In der Vorrunde bestreitet jedes der sechs Teams gegen jedes andere jeweils zwei Spiele. Grundsätzlich wird jeweils ein Heim- und Auswärtsspiel absolviert, wobei einzelne Partien auf neutralem Platz stattfinden. Für einen Sieg gibt es zwei Punkte, für ein Unentschieden oder No Result einen. Die vier Bestplatzierten der Gruppe qualifizieren sich dann für die im Page-Playoff-System ausgetragenen Play-offs.

## Trivia
Der neuseeländische Batsman Brendon McCullum erreichte die 8000 T20-Run-Marke im 7. CPL-Match zwischen Trinbago Knight Riders und Jamaica Tallawahs. Er ist erst der zweite Batsman, nach Chris Gayle, dem dies gelang.
Der All-rounder Carlos Brathwaite (St Kitts and Nevis Patriots) spielte mit einem roten Cricketschläger.
Dem afghanischen Cricketspieler Rashid Khan (Guyana Amazon Warriors) gelang der erste Hattrick in der Geschichte der Caribbean Premier League.

## Turnier
Tabelle
Die finale Tabelle nach der Vorrunde.
| Teams                       | Sp. | S | N | NR | P  | RR     |
| --------------------------- | --- | - | - | -- | -- | ------ |
| Trinbago Knight Riders      | 10  | 8 | 2 | 0  | 16 | +1.168 |
| St Kitts and Nevis Patriots | 10  | 6 | 3 | 1  | 13 | +1.022 |
| Jamaica Tallawahs           | 10  | 6 | 4 | 0  | 12 | −0.416 |
| Guyana Amazon Warriors      | 10  | 5 | 5 | 0  | 10 | +0.834 |
| Barbados Tridents           | 10  | 4 | 6 | 0  | 8  | −0.943 |
| St Lucia Stars              | 10  | 0 | 9 | 1  | 1  | −1.644 |

Spiele
| 4. August Scorecard | Gros Islet | St Lucia Stars 132-9 (20)                    | – | Trinbago Knight Riders 137-1 (10.4) |
|                     |            | Trinbago Knight Riders gewinnt mit 9 Wickets |   |                                     |

| 5. August Scorecard | Lauderhill | Guyana Amazon Warriors 123-7 (20)                 | – | St Kitts and Nevis Patriots 124-6 (19) |
|                     |            | St Kitts and Nevis Patriots gewinnt mit 4 Wickets |   |                                        |

| 5. August Scorecard | Lauderhill | Barbados Tridents 142-6 (20)          | – | Jamaica Tallawahs 130-6 (20) |
|                     |            | Barbados Tridents gewinnt mit 12 Runs |   |                              |

| 6. August Scorecard | Lauderhill | St Kitts and Nevis Patriots 132-3 (20)         | – | Guyana Amazon Warriors 128-8 (20) |
|                     |            | St Kitts and Nevis Patriots gewinnt mit 4 Runs |   |                                   |

| 6. August Scorecard | Lauderhill | Jamaica Tallawahs 154-5 (20)          | – | Barbados Tridents 142 (20) |
|                     |            | Jamaica Tallawahs gewinnt mit 12 Runs |   |                            |

| 7. August Scorecard | Port of Spain | St Lucia Stars 118-9 (20)                    | – | Trinbago Knight Riders 120-6 (15.4) |
|                     |               | Trinbago Knight Riders gewinnt mit 4 Wickets |   |                                     |

| 9. August Scorecard | Port of Spain | Trinbago Knight Riders 147 (19.5)       | – | Jamaica Tallawahs 148-6 (19.2) |
|                     |               | Jamaica Tallawahs gewinnt mit 4 Wickets |   |                                |

| 10. August Scorecard | Gros Islet | Barbados Tridents 196-4 (20)                        | – | St Lucia Stars 129-6 (15.2) |
|                      |            | Barbados Tridents gewinnt mit 21 Runs (D/L-Methode) |   |                             |

| 11. August Scorecard | Port of Spain | Guyana Amazon Warriors 156-7 (20)            | – | Trinbago Knight Riders 162-3 (19) |
|                      |               | Trinbago Knight Riders gewinnt mit 7 Wickets |   |                                   |

| 12. August Scorecard | Gros Islet | St Kitts and Nevis Patriots 196-6 (20)          | – | St Lucia Stars 163-8 (20) |
|                      |            | St Kitts and Nevis Patriots gewinnt mit 33 Runs |   |                           |

| 12. August Scorecard | Port of Spain | Barbados Tridents 152-9 (20)                 | – | Trinbago Knight Riders 155-8 (19.1) |
|                      |               | Trinbago Knight Riders gewinnt mit 2 Wickets |   |                                     |

| 13. August Scorecard | Gros Islet | St Lucia Star 152-8 (20)                     | – | Guyana Amazon Warriors 153-4 (19.5) |
|                      |            | Guyana Amazon Warriors gewinnt mit 6 Wickets |   |                                     |

| 14. August Scorecard | Port of Spain | St Kitts and Nevis Patriots 158-7 (20)       | – | Trinbago Knight Riders 161-6 (19.3) |
|                      |               | Trinbago Knight Riders gewinnt mit 4 Wickets |   |                                     |

| 15. August Scorecard | Gros Islet | St Lucia Stars 173-7 (20)               | – | Jamaica Tallawahs 179-5 (19.4) |
|                      |            | Jamaica Tallawahs gewinnt mit 5 Wickets |   |                                |

| 17. August Scorecard | Georgetown | Jamaica Tallawahs 128-7 (20)         | – | Guyana Amazon Warriors 126-4 (20) |
|                      |            | Jamaica Tallawahs gewinnt mit 2 Runs |   |                                   |

| 18. August Scorecard | Basseterre | Barbados Tridents 168-6 (20)                                  | – | St Kitts and Nevis Patriots 84-1 (9.3) |
|                      |            | St Kitts and Nevis Patriots gewinnt mit 17 Runs (D/L-Methode) |   |                                        |

| 19. August Scorecard | Georgetown | Guyana Amazon Warriors 130-5 (20)            | – | Trinbago Knight Riders 131-3 (15.5) |
|                      |            | Trinbago Knight Riders gewinnt mit 7 Wickets |   |                                     |

| 19. August Scorecard | Basseterre | St Lucia Stars 46-1 (8.1) | – | St Kitts and Nevis Patriots |
|                      |            | No Result                 |   |                             |

| 20. August Scorecard | Georgetown | Barbados Tridents 159-4 (20)                 | – | Guyana Amazon Warriors 160-6 (19.1) |
|                      |            | Guyana Amazon Warriors gewinnt mit 4 Wickets |   |                                     |

| 21. August Scorecard | Basseterre | St Kitts and Nevis Patriots 208-3 (20)          | – | Jamaica Tallawahs 171-7 (20) |
|                      |            | St Kitts and Nevis Patriots gewinnt mit 37 Runs |   |                              |

| 22. August Scorecard | Georgetown | St Lucia Stars 100-7 (20)                    | – | Guyana Amazon Warriors 101-3 (14.4) |
|                      |            | Guyana Amazon Warriors gewinnt mit 7 Wickets |   |                                     |

| 23. August Scorecard | Basseterre | St Kitts and Nevis Patriots 162-3 (20)                    | – | Trinbago Knight Riders 88-2 (5.2/6) |
|                      |            | Trinbago Knight Riders gewinnt mit 8 Wickets (D/L method) |   |                                     |

| 25. August Scorecard | Kingston | St Lucia Stars 172-8 (20)               | – | Jamaica Tallawahs 176-4 (19) |
|                      |          | Jamaica Tallawahs gewinnt mit 6 Wickets |   |                              |

| 26. August Scorecard | Kingston | Trinbago Knight Riders 208-6 (20)          | – | Jamaica Tallawahs 172-7 (20) |
|                      |          | Trinbago Knight Riders gewinnt mit 36 Runs |   |                              |

| 29. August Scorecard | Bridgetown | Guyana Amazon Warriors 158-8 (20)          | – | Barbados Tridents 59 (13.4) |
|                      |            | Guyana Amazon Warriors gewinnt mit 99 Runs |   |                             |

| 30. August Scorecard | Kingston | Jamaica Tallawahs 157-5 (20)          | – | St Kitts and Nevis Patriots 116 (17.5) |
|                      |          | Jamaica Tallawahs gewinnt mit 41 Runs |   |                                        |

| 31. August Scorecard | Bridgetown | Barbados Tridents 195-4 (20)          | – | St Lucia Stars 166-4 (20) |
|                      |            | Barbados Tridents gewinnt mit 29 Runs |   |                           |

| 1. September Scorecard | Kingston | Jamaica Tallawahs 149-7 (20)                 | – | Guyana Amazon Warriors 150-1 (10.3) |
|                        |          | Guyana Amazon Warriors gewinnt mit 9 Wickets |   |                                     |

| 2. September Scorecard | Bridgetown | Barbados Tridents 136-9 (20)          | – | Trinbago Knight Riders 120 (18.2) |
|                        |            | Barbados Tridents gewinnt mit 16 Runs |   |                                   |

| 3. September Scorecard | Bridgetown | Barbados Tridents 128-9 (20)                       | – | St Kitts and Nevis Patriots 129-0 (7) |
|                        |            | St Kitts and Nevis Patriots gewinnt mit 10 Wickets |   |                                       |

## Playoffs

### Spiel 1
| 5. September Scorecard | Tarouba | St Kitts and Nevis Patriots 149-7 (20)          | – | Trinbago Knight Riders 111 (19.3) |
|                        |         | St Kitts and Nevis Patriots gewinnt mit 38 Runs |   |                                   |

### Spiel 2
| 6. September Scorecard | Tarouba | Jamaica Tallawahs 168-8 (20)                 | – | Guyana Amazon Warriors 169-5 (17.5) |
|                        |         | Guyana Amazon Warriors gewinnt mit 5 Wickets |   |                                     |

### Spiel 3
| 7. September Scorecard | Tarouba | Guyana Amazon Warriors 159-6 (20)            | – | Trinbago Knight Riders 160-4 (18) |
|                        |         | Trinbago Knight Riders gewinnt mit 6 Wickets |   |                                   |

### Finale
| 9. September Scorecard | Tarouba | St Kitts and Nevis Patriots 135-6 (20)       | – | Trinbago Knight Riders 136-7 (19) |
|                        |         | Trinbago Knight Riders gewinnt mit 3 Wickets |   |                                   |